# مادلین مالرو
مادلین مالرو (انگلیسی: Madeleine Malraux؛ ۷ آوریل ۱۹۱۴ – ۱۰ ژانویهٔ ۲۰۱۴) نوازنده پیانو اهل فرانسه بود.
وی همچنین برندهٔ جوایزی همچون لژیون دونور شده است.